# タイロン・ウッドリー
タイロン・ウッドリー（Tyron Woodley、1982年4月17日 - ）は、アメリカ合衆国の男性総合格闘家、プロボクサー、俳優、ラッパー。ミズーリ州ファーガソン出身。アメリカン・トップチーム・エボリューション所属。元UFC世界ウェルター級王者。

## 来歴
13人兄弟姉妹の11番目の子供として生まれ、幼少期に父親が蒸発したため、母子家庭で育てられる。高校時代はアメリカン・フットボールとレスリングを経験。ミズーリ大学コロンビア校時代はレスリングで活躍し、NCAAディビジョン1でオールアメリカンに2度輝く。ベン・アスクレンとはチームメイトだった。
2009年2月7日、プロ総合格闘技デビュー。

### Strikeforce
2009年6月6日、Strikeforce初参戦となったStrikeforce: Lawler vs. Shieldsでサルバドール・ウッズと対戦し、ダースチョークで1R一本勝ちを収めた。
2010年10月9日、Strikeforce: Diaz vs. Noons 2でアンドレ・ガウヴァオンと対戦し、パウンドで1RKO勝ちを収めた。
2011年1月7日、Strikeforce Challengers 13でタレック・サフィジーヌと対戦し、3-0の判定勝ち。同年7月30日、Strikeforce: Fedor vs. Hendersonでポール・デイリーと対戦し、3-0の判定勝ちを収めた。
2012年1月7日、Strikeforce: Rockhold vs. Jardineでジョーダン・メインと対戦し、2-1の判定勝ちを収めデビュー以来10連勝となった。
2012年7月14日、Strikeforce: Rockhold vs. KennedyのStrikeforce世界ウェルター級王座決定戦でネイサン・マーコートと対戦し、右アッパーの連打で4RKO負けを喫し王座獲得に失敗。キャリア11戦目で初黒星を喫した。

### UFC
2013年2月2日、UFC初参戦となったUFC 156でジェイ・ヒエロンと対戦。試合開始直後に右フックでダウンを奪い、追撃のパウンドで36秒のKO勝ち。
2013年6月15日、UFC 161でジェイク・シールズと対戦し、1-2の判定負け。
2013年11月16日、UFC 167でジョシュ・コスチェックと対戦し、カウンターの右フックでぐらついたコスチェックに右ストレートで1RKO勝ち。ノックアウト・オブ・ザ・ナイトを受賞した。
2014年3月15日、UFC 171でウェルター級ランキング2位のカーロス・コンディットと対戦し、コンディットの脚の負傷による2RTKO勝ち。
2014年6月14日、UFC 174でウェルター級ランキング2位のローリー・マクドナルドと対戦し、終始マクドナルドの打撃に苦戦を強いられ、0-3の判定負け。
2014年8月23日、UFC Fight Night: Bisping vs. Leでウェルター級ランキング10位のキム・ドンヒョンと対戦し、バックブローを放ったドンヒョンにカウンターの右フックをテンプルに当て、パウンドでTKO勝ち。パフォーマンス・オブ・ザ・ナイトを受賞した。
2015年1月31日、UFC 183でウェルター級ランキング7位のケルヴィン・ガステラムと対戦し、2-1の判定勝ち。この試合はガステラムの体重超過により81.6kg契約で行われた。

#### UFC世界王座獲得
2016年7月30日、1年6か月ぶりの復帰戦となったUFC 201のUFC世界ウェルター級タイトルマッチで王者のロビー・ローラーに挑戦し、右フックでダウンを奪い、追撃のパウンドで1RKO勝ちを収め王座獲得に成功。パフォーマンス・オブ・ザ・ナイトを受賞した。
2016年11月12日、UFC 205のUFC世界ウェルター級タイトルマッチでウェルター級ランキング2位の挑戦者スティーブン・トンプソンと対戦し、接戦を繰り広げて1-0（47-47、47-47、48-47）の5R判定ドローで王座の初防衛に成功。ファイト・オブ・ザ・ナイトを受賞した。
2017年3月4日、UFC 209のUFC世界ウェルター級タイトルマッチでウェルター級ランキング1位の挑戦者スティーブン・トンプソンとダイレクトリマッチで再戦。両者共に多数の少ない試合となり、やや試合をリードされていたが、試合終了直前に右ストレートでダウンを奪い、2-0（48-47、47-47、48-47）の5R判定勝ちを収め2度目の王座防衛に成功した。
2017年7月29日、UFC 214のUFC世界ウェルター級タイトルマッチでウェルター級ランキング1位の挑戦者デミアン・マイアと対戦。マイアの21度に渡るタックルを全て切り、3-0の5R判定勝ちを収め3度目の王座防衛に成功するも、マイアのタックルを警戒していためか、慎重な試合運びとなってしまい、会場からはブーイングが沸き起こった。ウッドリーは1Rに右肩の関節唇を損傷し再建手術を受けた。
2018年9月8日、約1年2か月ぶりの復帰戦となったUFC 228のUFC世界ウェルター級タイトルマッチでウェルター級ランキング2位の挑戦者ダレン・ティルと対戦。2Rに右ストレートでダウンを奪い、追撃のパウンドから最後はダースチョークを極めて一本勝ち。4度目の王座防衛に成功し、パフォーマンス・オブ・ザ・ナイトを受賞した。試合直後にオクタゴン内でディン・トーマスにブラジリアン柔術黒帯を授与され、人目もはばからず涙を流した。

#### 世界王座陥落
2019年3月2日、UFC 235のUFC世界ウェルター級タイトルマッチでウェルター級ランキング2位の挑戦者カマル・ウスマンと対戦。ウスマンのプレッシャーとテイクダウンに終始苦戦を強いられ、0-3の5R判定負け。王座から陥落した。
2020年5月30日、約1年3か月ぶりの復帰戦となったUFC on ESPN: Woodley vs. Burnsでウェルター級ランキング6位のギルバート・バーンズと対戦し、0-3の5R判定負け。キャリア初の連敗を喫した。
2020年9月19日、UFC Fight Night: Covington vs. Woodleyでウェルター級ランキング2位のコルビー・コヴィントンと対戦し、5Rにグラウンドで下になった際に肋骨を負傷しタップアウト負け。
2021年3月27日、UFC 260でウェルター級ランキング10位のビセンテ・ルケと対戦し、ブラボーチョークで1R一本負け。4連敗となったものの、ファイト・オブ・ザ・ナイトを受賞した。この試合がUFCとの契約最後の試合であったため、再契約はせず約8年間参戦したUFCから離脱してフリーエージェントとなった。

### プロボクシング
2021年8月29日、プロボクシングデビュー戦でYouTuberのジェイク・ポールと対戦し、8回1-2（75-77、77-75、74-78）の判定負け。
2021年12月18日、怪我で欠場したトミー・フューリーの代役を受けてジェイク・ポールと再戦し、6回に右フックでKO負け。

## ファイトスタイル
素早い踏み込みから繰り出される破壊力抜群のパンチを最大の武器とし、90％と非常に高いテイクダウンディフェンス率を誇るストライカーだが、基本的に相手に付き合わない堅実な待ちのスタイルで手数も少ない。また、バックボーンはレスリングであるが、テイクダウンを狙うことは殆ど無く、テイクダウンの成功率も33％とそれほど高く無い。

## 人物・エピソード
- ラッパーとしても活動しており、2018年9月にウィズ・カリファ等とコラボした自身のデビューシングル「I'll Beat Yo Ass」をリリースした[4]。また、俳優業にも進出しており「ストレイト・アウタ・コンプトン」や「大脱出2」などの著名な映画にも出演している。
- コナー・マクレガーがUFC 205でエディ・アルバレスに勝利し、同時二階級制覇を果たした際に2本のベルトを掲げた姿を見せようとしたが、その場にはベルトが1本しかなかったため、直前にタイトルを防衛したウッドリーがベルトを貸し出した[5]。
- UFC 183でのケルヴィン・ガステラムとの試合で、ガステラムが計量オーバーし、罰金としてファイトマネーの30%をウッドリーに支払う制裁処置を課せられたが、「（ガステラムは）トレーニングキャンプの費用もかかっているし運営側からもきつく叱咤されている」と罰金の受け取りを拒んだ[6]。
- 2022年4月、GoFundMeを通して住宅火災の被害に遭ったステファン・ボナーへ4000ドルを寄付した[7]。また、UFCのメイクアップアーティストを長年務め、2020年3月にステージ4の乳がんと診断され闘病生活を送っていたスージー・フリトン（2021年没）へ2000ドルを寄付した[8]。
- 既婚者であり、四児の父である。

## 戦績

### 総合格闘技
| 総合格闘技 戦績 | 総合格闘技 戦績 | 総合格闘技 戦績 | 総合格闘技 戦績 | 総合格闘技 戦績 | 総合格闘技 戦績 | 総合格闘技 戦績 |
| --------------- | --------------- | --------------- | --------------- | --------------- | --------------- | --------------- |
| 27 試合         | (T)KO           | 一本            | 判定            | その他          | 引き分け        | 無効試合        |
| 19 勝           | 6               | 6               | 7               | 0               | 1               | 0               |
| 7 敗            | 2               | 1               | 4               | 0               | 1               | 0               |

| 勝敗 | 対戦相手                 | 試合結果                            | 大会名                                                                      | 開催年月日     |
| ×    | ビセンテ・ルケ           | 1R 3:56 ブラボーチョーク            | UFC 260: Miocic vs. Ngannou 2                                               | 2021年3月27日  |
| ×    | コルビー・コヴィントン   | 5R 1:19 TKO（肋骨の負傷）           | UFC Fight Night: Covington vs. Woodley                                      | 2020年9月19日  |
| ×    | ギルバート・バーンズ     | 5分5R終了 判定0-3                   | UFC on ESPN 9: Woodley vs. Burns                                            | 2020年5月30日  |
| ×    | カマル・ウスマン         | 5分5R終了 判定0-3                   | UFC 235: Jones vs. Smith 【UFC世界ウェルター級タイトルマッチ】              | 2019年3月2日   |
| ○    | ダレン・ティル           | 2R 4:19 ダースチョーク              | UFC 228: Woodley vs. Till 【UFC世界ウェルター級タイトルマッチ】             | 2018年9月8日   |
| ○    | デミアン・マイア         | 5分5R終了 判定3-0                   | UFC 214: Cormier vs. Jones 2 【UFC世界ウェルター級タイトルマッチ】          | 2017年7月29日  |
| ○    | スティーブン・トンプソン | 5分5R終了 判定2-0                   | UFC 209: Woodley vs. Thompson 2 【UFC世界ウェルター級タイトルマッチ】       | 2017年3月4日   |
| △    | スティーブン・トンプソン | 5分5R終了 判定1-0                   | UFC 205: Alvarez vs. McGregor 【UFC世界ウェルター級タイトルマッチ】         | 2016年11月12日 |
| ○    | ロビー・ローラー         | 1R 2:12 KO（右フック→パウンド）     | UFC 201: Lawler vs. Woodley 【UFC世界ウェルター級タイトルマッチ】           | 2016年7月30日  |
| ○    | ケルヴィン・ガステラム   | 5分3R終了 判定2-1                   | UFC 183: Silva vs. Diaz                                                     | 2015年1月31日  |
| ○    | キム・ドンヒョン         | 1R 1:01 TKO（右フック→パウンド）    | UFC Fight Night: Bisping vs. Le                                             | 2014年8月23日  |
| ×    | ローリー・マクドナルド   | 5分5R終了 判定0-3                   | UFC 174: Johnson vs. Bagautinov                                             | 2014年6月14日  |
| ○    | カーロス・コンディット   | 2R 2:00 TKO（右膝の負傷）           | UFC 171: Hendricks vs. Lawler                                               | 2014年3月15日  |
| ○    | ジョシュ・コスチェック   | 1R 4:38 KO（右ストレート）          | UFC 167: St-Pierre vs. Hendricks                                            | 2013年11月16日 |
| ×    | ジェイク・シールズ       | 5分3R終了 判定1-2                   | UFC 161: Evans vs. Henderson                                                | 2013年6月15日  |
| ○    | ジェイ・ヒエロン         | 1R 0:36 KO（パウンド）              | UFC 156: Aldo vs. Edgar                                                     | 2013年2月2日   |
| ×    | ネイサン・マーコート     | 4R 1:39 KO（スタンドパンチ連打）    | Strikeforce: Rockhold vs. Kennedy 【Strikeforce世界ウェルター級王座決定戦】 | 2012年7月14日  |
| ○    | ジョーダン・メイン       | 5分3R終了 判定2-1                   | Strikeforce: Rockhold vs. Jardine                                           | 2012年1月7日   |
| ○    | ポール・デイリー         | 5分3R終了 判定3-0                   | Strikeforce: Fedor vs. Henderson                                            | 2011年7月30日  |
| ○    | タレック・サフィジーヌ   | 5分3R終了 判定3-0                   | Strikeforce Challengers 13                                                  | 2011年1月7日   |
| ○    | アンドレ・ガウヴァオン   | 1R 1:48 KO（右ストレート→パウンド） | Strikeforce: Diaz vs. Noons 2                                               | 2010年10月9日  |
| ○    | ネイサン・コイ           | 5分3R終了 判定2-1                   | Strikeforce Challengers 8                                                   | 2010年3月21日  |
| ○    | ルディ・ベアーズ         | 1R 2:52 肩固め                      | Strikeforce Challengers 5                                                   | 2009年11月20日 |
| ○    | ザック・ライト           | 2R 3:38 腕ひしぎ十字固め            | Strikeforce Challengers 3                                                   | 2009年9月25日  |
| ○    | サルバドール・ウッズ     | 1R 4:20 ダースチョーク              | Strikeforce: Lawler vs. Shields                                             | 2009年6月6日   |
| ○    | ジェフ・カルステンス     | 1R 0:48 チョークスリーパー          | Respect is Earned 2: Brotherly Love Brawl                                   | 2009年4月30日  |
| ○    | スティーブ・シュナイダー | 1R 1:09 ギブアップ（パンチ連打）    | Headhunter Productions: The Patriot Act 1                                   | 2009年2月7日   |

### プロボクシング
| プロボクシング 戦績 | プロボクシング 戦績 | プロボクシング 戦績 | プロボクシング 戦績 | プロボクシング 戦績 | プロボクシング 戦績 | プロボクシング 戦績 |
| ------------------- | ------------------- | ------------------- | ------------------- | ------------------- | ------------------- | ------------------- |
| 2 試合              | (T)KO               | 判定                | その他              | 引き分け            | 無効試合            |                     |
| 0 勝                | 0                   | 0                   | 0                   | 0                   | 0                   |                     |
| 2 敗                | 1                   | 1                   | 0                   | 0                   | 0                   |                     |

| 戦           | 日付           | 勝敗 | 時間    | 内容    | 対戦相手         | 国籍           | 備考 |
| ------------ | -------------- | ---- | ------- | ------- | ---------------- | -------------- | ---- |
| 2            | 2021年12月18日 | 敗北 | 6R 2:12 | KO      | ジェイク・ポール | アメリカ合衆国 |      |
| 1            | 2021年8月29日  | 敗北 | 8R      | 判定1-2 | ジェイク・ポール | アメリカ合衆国 |      |
| テンプレート |                |      |         |         |                  |                |      |

## 獲得タイトル
- 第11代UFC世界ウェルター級王座（2016年）

## 表彰
- ブラジリアン柔術 黒帯
- レスリング NCAAディビジョン1オールアメリカン（2003年、2005年）
- UFC ノックアウト・オブ・ザ・ナイト（1回）
- UFC パフォーマンス・オブ・ザ・ナイト（3回）
- UFC ファイト・オブ・ザ・ナイト (2回)
- Strikeforce ライジングスター・オブ・ザ・イヤー（2010年）

## 出演

### 映画
- ストレイト・アウタ・コンプトン（2015年）
- スルターン（2016年）
- 大脱出2（2017年）